# Parlamentswahl in der Republik Zypern 2021
- AKEL: 15
- EDEK: 4
- KOSP: 3
- DIKO: 9
- DIPA: 4
- DISY: 17
- ELAM: 4

Die Parlamentswahl in der Republik Zypern 2021 (griechisch Κυπριακές βουλευτικές εκλογές) zum Repräsentantenhaus fand am 30. Mai 2021 statt.

## Wahlrecht
Das Abgeordnetenhaus wurde in allgemeinen Wahlen auf Grundlage eines Verhältniswahlrechts gewählt. Eine Partei musste mindestens 3,6 Prozent der gültigen Stimmen erreichen, um zumindest mit einem Abgeordneten ins Parlament einziehen zu können.

## Parteien und Politiker

### Antretende Parteien
| Abkürzung | Abkürzung | Griechischer Name                    | Deutscher Name                            | Ausrichtung                                                |
| --------- | --------- | ------------------------------------ | ----------------------------------------- | ---------------------------------------------------------- |
|           | DISY      | Dimokratikos Synagermos              | Demokratische Sammlung                    | konservativ, christdemokratisch                            |
|           | AKEL      | Anorthotiko Komma Ergazomenou Laou   | Fortschrittspartei des werktätigen Volkes | eurokommunistisch, demokratisch sozialistisch              |
|           | DIKO      | Dimokratiko Komma                    | Demokratische Partei                      | Mitte, griechisch-zypriotisch nationalistisch              |
|           | EDEK      | Kinima Sosialdimokraton              | Bewegung der Sozialdemokraten             | sozialdemokratisch, griechisch-zypriotisch nationalistisch |
|           | ELAM      | Ethniko Laiko Metopo                 | Nationale Volksfront                      | rechtsextrem, griechisch-zypriotisch nationalistisch       |
|           | KOSP      | Kinima Ikologon – Synergasia Politon | Ökologenbewegung – Bürgerkooperation      | grün, griechisch-zypriotisch nationalistisch               |
|           | DIPA      | Dimokratiki Parataxi                 | Demokratische Ausrichtung                 | liberal                                                    |

### Personen

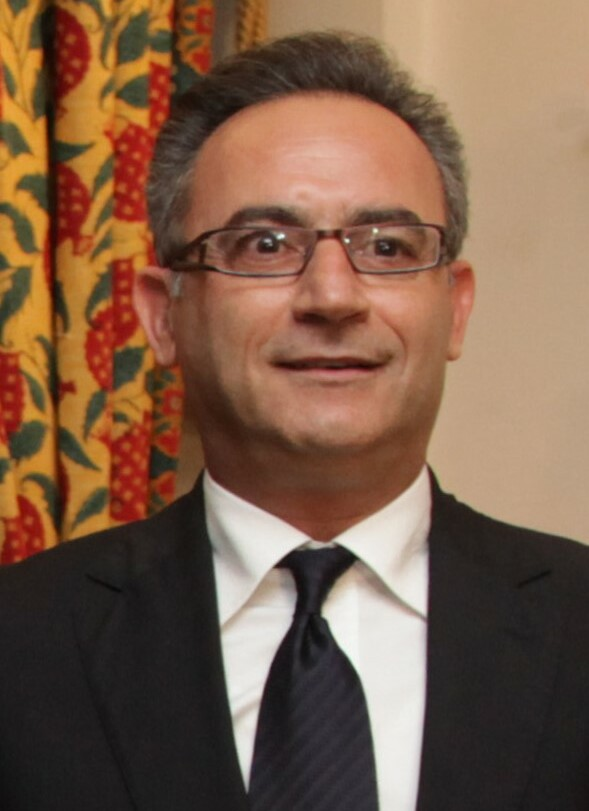
Averof Neophytou (DISY)
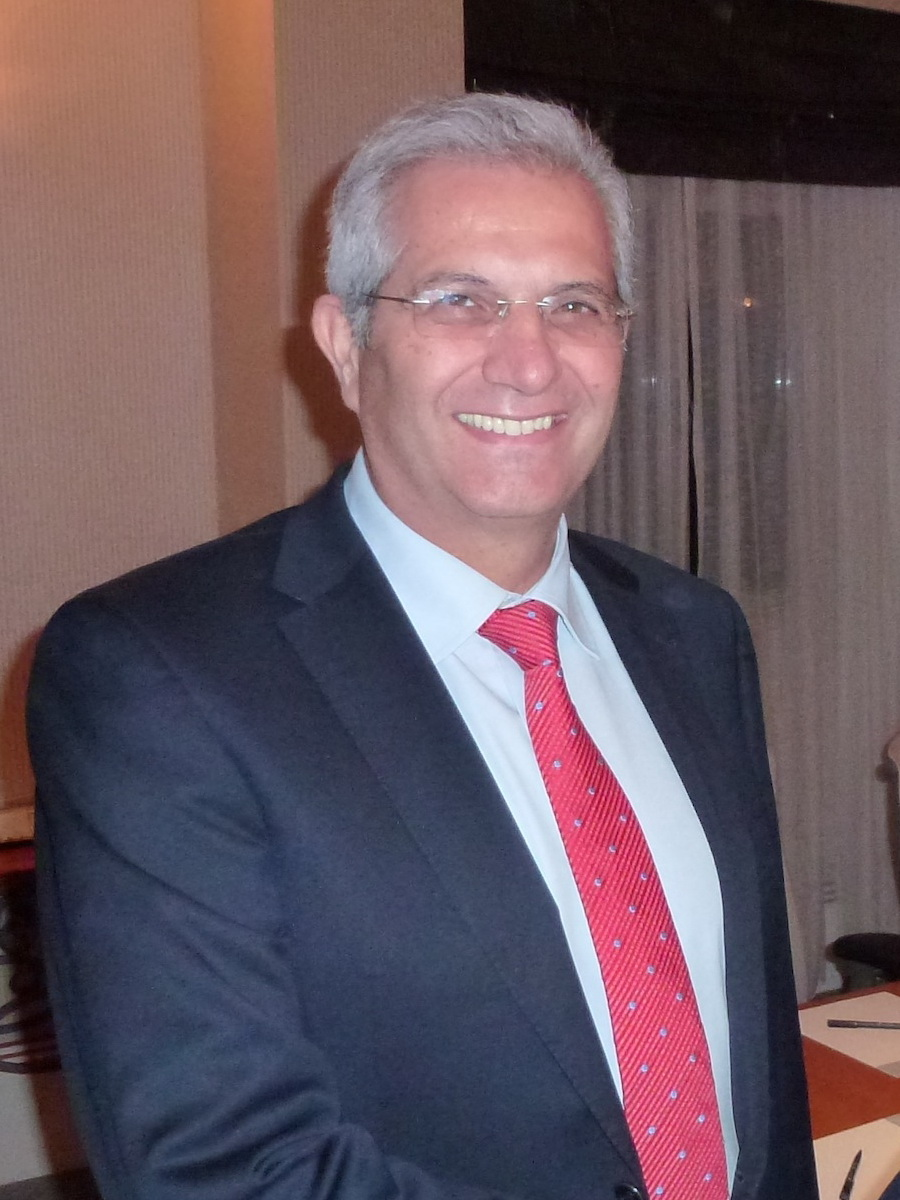
Andros Kyprianou (AKEL)
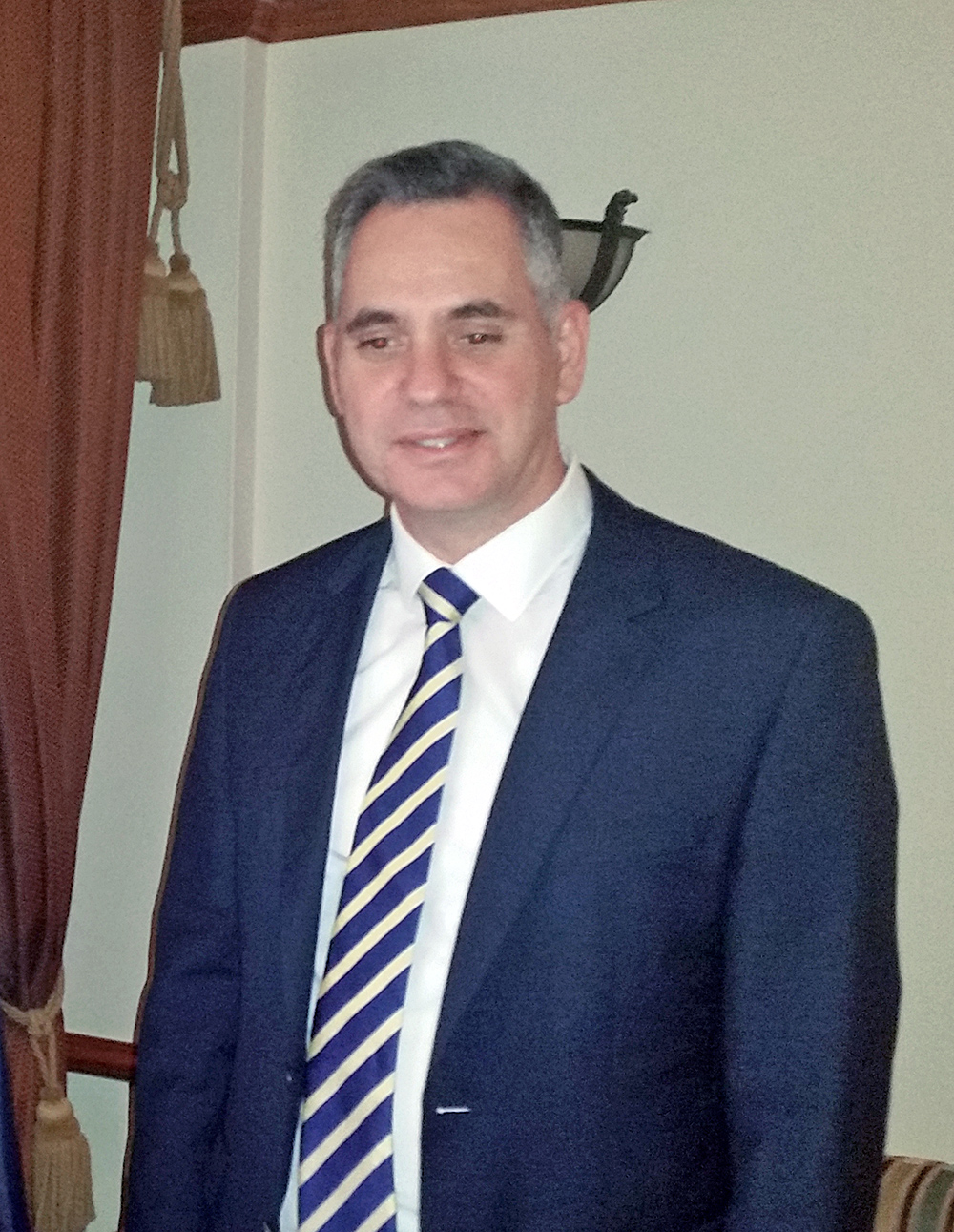
Nikolas Papadopoulos (DIKO)
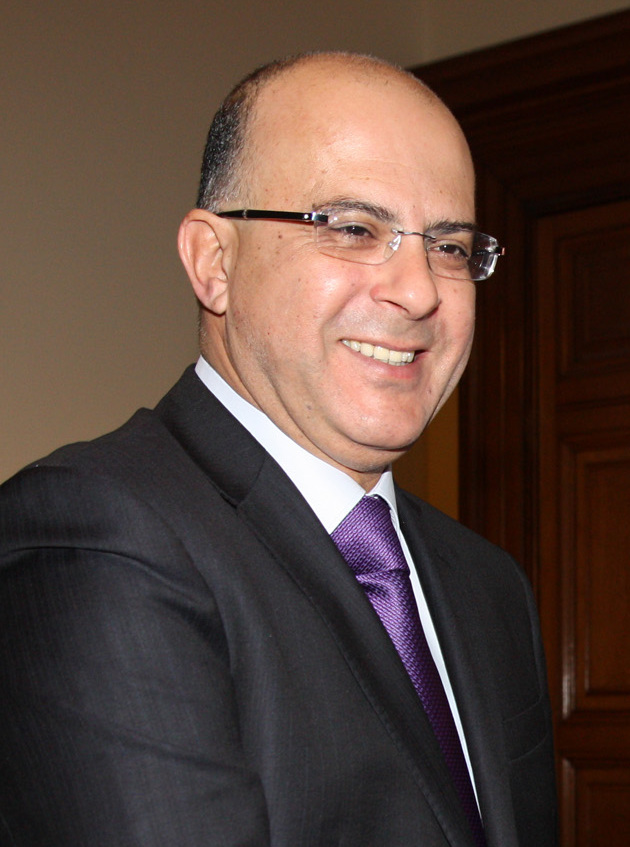
Marios Garoyian (DIPA)

## Ergebnis
| Partei                                                          | Partei | Stimmen | %      | ±       | Sitze | ±    |
|                                                                 | Dimokratikos Synagermos (Demokratische Sammlung)                                                          | 99.328  | 27,77  | −2,91   | 17    | −1   |
|                                                                 | Anorthotiko Komma Ergazomenou Laou (Fortschrittspartei des werktätigen Volkes)                            | 79.913  | 22,34  | −3,33   | 15    | −1   |
|                                                                 | Dimokratiko Komma (Demokratische Partei)                                                                  | 40.395  | 11,29  | −3,20   | 9     | ±0   |
|                                                                 | Ethniko Laiko Metopo (Nationale Volksfront)                                                               | 24.255  | 6,78   | +3,07   | 4     | +2   |
|                                                                 | Kinima Sosialdimokraton EDEK (Bewegung der Sozialdemokraten) 1                                            | 24.022  | 6,72   | −5,47 2 | 4     | −2 3 |
|                                                                 | Dimokratiki Parataxi (Demokratische Ausrichtung)                                                          | 21.832  | 6,10   | neu     | 4     | neu  |
|                                                                 | Kinima Ikologon – Synergasia Politon (Ökologenbewegung – Bürgerkooperation)                               | 15.762  | 4,41   | −0,39   | 3     | +1   |
|                                                                 | Energoí Polítes – Kínima Enoménon Kypríon Kynigón (Aktive Bürger – Vereinigte zypriotische Jägerbewegung) | 11.711  | 3,27   | neu     | 0     | neu  |
|                                                                 | Allagí Geniás (Generationswechsel)                                                                        | 10.096  | 2,82   | neu     | 0     | neu  |
|                                                                 | Kinima Allilengyi (Bewegung Solidarität)                                                                  | 8.256   | 2,31   | −2,93   | 0     | −3   |
|                                                                 | Ammóchostos gia tin Kýpro (Famagusta für Zypern)                                                          | 5.594   | 1,56   | neu     | 0     | neu  |
|                                                                 | Afýpnisi 2020 (Erwachen 2020)                                                                             | 4.839   | 1,35   | neu     | 0     | neu  |
|                                                                 | Pnoi Laou (Volkes Atem)                                                                                   | 4.585   | 1,28   | +0,41   | 0     | ±0   |
|                                                                 | Komma gia ta Zoa Kyprou (Tierpartei Zyperns)                                                              | 3.593   | 1,00   | −0,16   | 0     | ±0   |
|                                                                 | Patriotikós Synaspismós (Patriotische Koalition)                                                          | 376     | 0,11   | neu     | 0     | neu  |
|                                                                 | Unabhängige                                                                                               | 3.155   | 0,88   | +0,59   | 0     | ±0   |
| Gültige Stimmen                                                 | Gültige Stimmen                                                                                           | 357.712 | 97,57  | −0,21   | 56    | ±0   |
| Ungültige Stimmen                                               | Ungültige Stimmen                                                                                         | 8.896   | 2,43   | +0,21   |       |      |
| Abgegebene Stimmen                                              | Abgegebene Stimmen                                                                                        | 366.608 | 100,00 |         |       |      |
| Anzahl der Wahlberechtigten und Wahlbeteiligung                 | Anzahl der Wahlberechtigten und Wahlbeteiligung                                                           | 557.836 | 65,72  | −1,02   |       |      |
| Quelle: Republik Zypern – Innenministerium: Parlamentswahl 2021 | |         |        |         |       |      |